# Pani Cézanne w ogrodzie zimowym
Pani Cézanne w ogrodzie zimowym (fr. Madame Cézanne dans la serre) – obraz Paula Cézanne’a, namalowany około 1891 r., jeden z najwybitniejszych portretów w twórczości malarza. Obecnie mieści się w Metropolitan Museum of Art w Nowym Jorku.
Obraz przedstawia żonę artysty, Hortense, która bardzo często pozowała mężowi. Cézanne stworzył jej 24 portrety oraz wiele rysunków. Podobnie jak na wielu innych portretach artysty przemyślana konstrukcja przestrzenna łączy się z analizą psychologiczną modela. Linia przekątna pochyłego pnia drzewa i ramienia kobiety łączy pierwszy i drugi plan obrazu.